# Phú Lâm, An Giang
Phú Lâm là một xã thuộc tỉnh An Giang, Việt Nam.

## Lịch sử
Xã Long Hòa được thành lập vào ngày 19 tháng 5 năm 2003 trên cơ sở 780 ha diện tích tự nhiên và 8.757 người của xã Long Sơn.
Ngày 12 tháng 6 năm 2025, Ủy ban Thường vụ Quốc hội ban hành Nghị quyết số 1654/NQ-UBTVQH15 về việc sắp xếp các đơn vị hành chính cấp xã của tỉnh An Giang. Theo đó, toàn bộ diện tích tự nhiên, quy mô dân số của các xã Long Hòa, Phú Long và Phú Lâm thành xã mới có tên gọi là xã Phú Lâm.